# Viro, Fiji
Viro är ett vattendrag i Fiji.   Det ligger i divisionen Norra divisionen, i den nordöstra delen av landet, 190 km norr om huvudstaden Suva. Viro ligger på ön Vanua Levu.